# Società Sportiva Nola 1985-1986
Questa voce raccoglie le informazioni riguardanti la Società Sportiva Nola nelle competizioni ufficiali della stagione 1985-1986.

## Stagione
La stagione 1985-1986 del Nola è stata la prima Serie C2 e la seconda complessiva in Serie C. Il club nolano, inoltre, ha partecipato per la prima volta alla Coppa Italia di Serie C. L'avvio di stagione è stato parecchio tribolato: la vittoria del Girone I del Campionato Interregionale 1984-1985 era arrivata solo a seguito della squalifica del Giugliano per illecito sportivo, ma il club giuglianese si è opposto alla decisione del giudice sportivo per tutta l'estate, tanto che alla vigilia della prima giornata il Giugliano ha minacciato di presentarsi in campo contro la Pro Cisterna (avversario designato dei bianconeri) con tifosi al seguito; solo l'intervento del vice questore Del Duca ha impedito ai giuglianesi la trasferta a Cisterna di Latina.
La prima stagione fu positiva: in campionato, grazie soprattutto alle prestazioni di Walter Chiarella che si laureò capocannoniere del girone per altro esordendo in campionato solo dalla sesta giornata a seguito della cessione di Pasquale Angora (che aveva realizzato ben 7 reti in campionato in sole 5 presenze) all'Avellino, la squadra arrivò terza, nelle immediate vicinanze delle due promosse, Nocerina e Reggina. Nella Coppa Italia di Serie C l'eliminazione arrivò già nella fase a gironi.

## Organigramma societario
- Presidente: ing. Aniello Taurisano
- Segretario: rag. Salvatore Ruoppo
- Team Manager: Giovanni Monopoli
- Direttore Sportivo: geom. Franco Napolitano
- Allenatore: Franco Villa, poi Alfredo Ballarò
- Medico Sportivo: Giuseppe Sasso e Gaetano Profeta
- Sede: Piazza Duomo, 80035, Nola (NA)

## Divise e sponsor
Oltre alla classica divisa bianconera a strisce, con pantaloncini e calzettoni bianchi, il Nola indossò anche una maglia bianca che presentava due bande neri trasversali: una più ampia in alto, una ridotta in basso; la divisa da trasferta prevedeva una maglia rossa con singola striscia bianca.
Lo sponsor era l'Hote Sanremo.

## Rosa
| N. |                      | Ruolo | Calciatore          |
| -- | -------------------- | ----- | ------------------- |
|    | Italia (bandiera)    | A     | Pasquale Angora     |
|    | Italia (bandiera)    | A     | Walter Chiarella    |
|    | Argentina (bandiera) | C     | Osvaldo Dalla Buona |
|    | Argentina (bandiera) | C     | Daniel Delgado      |
|    | Italia (bandiera)    | C     | Ercole Di Baia      |
|    | Italia (bandiera)    | C     | Antonio Falanga     |
|    | Italia (bandiera)    | C     | Dario Fratini       |
|    | Italia (bandiera)    | P     | Augusto Giorgio     |
|    | Italia (bandiera)    | A     | Elio Grassi         |
|    | Italia (bandiera)    | D     | Aniello Iaccarino   |
|    | Italia (bandiera)    | C     | Luigi Iodice        |
|    | Italia (bandiera)    | C     | Ciro Ippolito       |
|    | Italia (bandiera)    | D     | Vincenzo La Manna   |

| N. |                   | Ruolo | Calciatore        |
| -- | ----------------- | ----- | ----------------- |
|    | Italia (bandiera) | D     | Salvatore Mistone |
|    | Italia (bandiera) | D     | Luciano Mordocco  |
|    | Italia (bandiera) | C     | Francesco Palo    |
|    | Italia (bandiera) | A     | Felice Parisi     |
|    | Italia (bandiera) | D     | Ciro Riamondo     |
|    | Italia (bandiera) | C     | Mauro Ruffelli    |
|    | Italia (bandiera) | C     | Alberto Russo     |
|    | Italia (bandiera) | C     | Paolo Savini      |
|    | Italia (bandiera) | P     | Vincenzo Strino   |
|    | Italia (bandiera) | C     | Daniele Tani      |
|    | Italia (bandiera) | P     | Giovanni Torino   |
|    | Italia (bandiera) | D     | Cesare Ventura    |
|    | Italia (bandiera) | D     | Antonio Vergari   |

## Risultati

### Serie C2

#### Girone di andata
| Arbitro: | Frusciante (Como) |

|            |           |                                       |
| Bordin 47’ | Marcatori | 17’ Ippolito 51’ Tani 67’, 71’ Angora |

| Arbitro: | Lattuada (Legnano) |

|            |           |           |
| Angora 30’ | Marcatori | 54’ Prima |

| Arbitro: | Limone (Acireale) |

|                                              |           |  |
| Salerno 20’ Gaudenzi 44’ Guidetti 46’ (rig.) | Marcatori |  |

| Arbitro: | Rungger (Bolzano) |

|                                 |           |  |
| Angora 18’, 57’, 71’ Parisi 39’ | Marcatori |  |

| Arbitro: | Cafaro (Grosseto) |

|                 |           |            |
| Barone 19’, 30’ | Marcatori | 77’ Angora |

| Arbitro: | Stafoggia (Pesaro) |

|                      |           |                                    |
| Chiarella 60’ (rig.) | Marcatori | 23’, 48’, 66’ Baglieri 58’ Coppola |

| Nola 3 novembre 1985 7ª giornata | Nola              | 0 – 0 | Ercolanese | Stadio Comunale Piazza d'Armi\| Arbitro: \| Alfonso (Alghero) \| |
| Arbitro:                         | Alfonso (Alghero) |       |            |                                                                  |

| Arbitro: | De Angelis (Civitavecchia) |

|            |           |               |
| Artale 50’ | Marcatori | 88’ Chiarella |

| Nola 17 novembre 1985 9ª giornata | Nola            | 0 – 0 | Siracusa | Stadio Comunale Piazza d'Armi\| Arbitro: \| Aceti (Seregno) \| |
| Arbitro:                          | Aceti (Seregno) |       |          |                                                                |

| Pagani 24 novembre 1985 10ª giornata | Paganese        | 0 – 0 | Nola | Stadio Marcello Torre\| Arbitro: \| Guida (Palermo) \| |
| Arbitro:                             | Guida (Palermo) |       |      |                                                        |

| Arbitro: | Sadariano (Palermo) |

|                       |           |               |
| Sacco 64’ Collaro 83’ | Marcatori | 65’ Chiarella |

| Arbitro: | Cabrini (Perugia) |

|                      |           |  |
| Chiarella 47’ (rig.) | Marcatori |  |

| Arbitro: | Mantovani (Genova) |

|              |           |  |
| Petrucci 49’ | Marcatori |  |

| Nola 22 dicembre 1985 14ª giornata | Nola                | 0 – 0 | Frosinone | Stadio Comunale Piazza d'Armi\| Arbitro: \| Caviraghi (Seregno) \| |
| Arbitro:                           | Caviraghi (Seregno) |       |           |                                                                    |

| Arbitro: | Sileo (Bergamo) |

|                       |           |                     |
| Abbate 18’ Basile 89’ | Marcatori | 53’ Iodice 59’ Tani |

| Trapani 12 gennaio 1986 16ª giornata | Trapani        | 0 – 0 | Nola | \| Arbitro: \| Fiaschi (Pisa) \| |
| Arbitro:                             | Fiaschi (Pisa) |       |      |                                  |

| Arbitro: | Monni (Sassari) |

|              |           |  |
| Raimondo 88’ | Marcatori |  |

#### Girone di ritorno
| Arbitro: | Di Savino (Foggia) |

|              |           |  |
| Ippolito 71’ | Marcatori |  |

| Arbitro: | Di Cola (Avezzano) |

|           |           |  |
| Prima 54’ | Marcatori |  |

| Arbitro: | Rungger (Bolzano) |

|               |           |  |
| Chiarella 48’ | Marcatori |  |

| Arbitro: | Arpaia (Forlì) |

|               |           |  |
| Di Rienzo 60’ | Marcatori |  |

| Arbitro: | Falca (Pinerolo) |

|                         |           |  |
| Parisi 9’ Chiarella 48’ | Marcatori |  |

| Arbitro: | Grechi (Milano) |

|                                       |           |                           |
| Pecoraro 52’ Roccotelli 57’ Zitta 60’ | Marcatori | 65’, 79’ (rig.) Chiarella |

| Ercolano 9 marzo 1986 24ª giornata | Ercolanese            | 0 – 0 | Nola | \| Arbitro: \| Papponetti (L'Aquila) \| |
| Arbitro:                           | Papponetti (L'Aquila) |       |      |                                         |

| Arbitro: | Giordano (Udine) |

|                                 |           |                      |
| Mordocco 22’ Chiarella 26’, 35’ | Marcatori | 87’ (rig.) Tarantino |

| Arbitro: | Risetti (Voghera) |

|             |           |                            |
| Cannavò 11’ | Marcatori | 26’ Chiarella 53’ Mordocco |

| Arbitro: | Taverniti (Roma) |

|               |           |  |
| Chiarella 57’ | Marcatori |  |

| Arbitro: | Arpaia (Forlì) |

|                                           |           |  |
| Chiarella 10’, 75’ (rig.), 78’ Savini 31’ | Marcatori |  |

| Arbitro: | Sanguinati (Chiavari) |

|                     |           |                    |
| Lo Mastro 1’ (rig.) | Marcatori | 40’, 64’ Chiarella |

| Arbitro: | Lattuada (Legnano) |

|                    |           |  |
| Chiarella 12’, 85’ | Marcatori |  |

| Frosinone 11 maggio 1986 31ª giornata | Frosinone          | 0 – 0 | Nola | Stadio Comunale Matusa\| Arbitro: \| Di Savino (Foggia) \| |
| Arbitro:                              | Di Savino (Foggia) |       |      |                                                            |

| Arbitro: | Forte (Aosta) |

|                        |           |             |
| Tani 54’ Chiarella 64’ | Marcatori | 56’ Quaglià |

| Arbitro: | Rigetti (Voghera) |

|                                                   |           |  |
| Tani 55’ Parisi 62’ Vitiello 74’ Falanga 80’, 86’ | Marcatori |  |

| Arbitro: | Gazzetta (Mestre) |

|                           |           |              |
| Spinella 33’ Perfetto 63’ | Marcatori | 15’ Mordocco |

### Coppa Italia Serie C
| Arbitro: | Pottili (Perugia) |

|                          |           |                       |
| Gambino 60’ Esposito 66’ | Marcatori | 5’ Angora 12’ Fratini |

| Arbitro: | Baggi (Salerno) |

|  |           |            |
|  | Marcatori | 70’ Angora |

| Arbitro: | Ceccarini (Livorno) |

|                              |           |                                    |
| Ippolito 32’, 50’ Angora 71’ | Marcatori | 6’, 40’, 80’ Chiuso 48’ De Carolis |

| Nola 4 settembre 1985 4ª giornata | Nola          | 0 – 0 | Ercolanese | Stadio Comunale Piazza d'Armi\| Arbitro: \| Bonci (Siena) \| |
| Arbitro:                          | Bonci (Siena) |       |            |                                                              |

| Arbitro: | Arcangeli (Trani) |

|                                                |           |              |
| Angora 51’ Ippolito 55’ Ventura 73’ Parisi 84’ | Marcatori | 15’ Cipriano |

| Arbitro: | Arcovito (Messina) |

|               |           |            |
| Buondonno 67’ | Marcatori | 79’ Angora |

## Statistiche

### Statistiche di squadra
| Competizione         | Punti | In casa | In casa | In casa | In casa | In casa | In casa | In trasferta | In trasferta | In trasferta | In trasferta | In trasferta | In trasferta | Totale | Totale | Totale | Totale | Totale | Totale | DR  |
| Competizione         | Punti | G       | V       | N       | P       | Gf      | Gs      | G            | V            | N            | P            | Gf           | Gs           | G      | V      | N      | P      | Gf     | Gs     | DR  |
| -------------------- | ----- | ------- | ------- | ------- | ------- | ------- | ------- | ------------ | ------------ | ------------ | ------------ | ------------ | ------------ | ------ | ------ | ------ | ------ | ------ | ------ | --- |
| Serie C2             | 34    | 17      | 12      | 4       | 1       | 29      | 7       | 17           | 3            | 7            | 7            | 16           | 21           | 34     | 15     | 10     | 9      | 45     | 28     | +17 |
| Coppa Italia Serie C | 7     | 3       | 1       | 1       | 1       | 7       | 5       | 3            | 1            | 2            | 0            | 4            | 3            | 6      | 2      | 3      | 1      | 11     | 8      | +3  |
| Totale               | 31    | 20      | 13      | 5       | 2       | 36      | 12      | 20           | 4            | 9            | 7            | 20           | 24           | 40     | 17     | 13     | 10     | 56     | 36     | +20 |

### Statistiche dei giocatori
| Giocatore    | Serie C2 | Serie C2 | Serie C2    | Serie C2   | Coppa Italia Serie C | Coppa Italia Serie C | Coppa Italia Serie C | Coppa Italia Serie C | Totale   | Totale | Totale      | Totale     |
| Giocatore    | Presenze | Reti     | Ammonizioni | Espulsioni | Presenze             | Reti                 | Ammonizioni          | Espulsioni           | Presenze | Reti   | Ammonizioni | Espulsioni |
| ------------ | -------- | -------- | ----------- | ---------- | -------------------- | -------------------- | -------------------- | -------------------- | -------- | ------ | ----------- | ---------- |
| P. Angora    | 5        | 7        | ?           | 1          | 6                    | 5                    | ?                    | ?                    | 11       | 12     | ?           | 1+         |
| W. Chiarella | 26       | 20       | 1+          | 1+         | 0                    | 0                    | ?                    | ?                    | 26       | 20     | 1+          | 1+         |
| E. Di Baia   | 26       | 0        | 1+          | ?          | 0                    | 0                    | ?                    | ?                    | 26       | 0      | 1+          | ?          |
| A. Falanga   | 28       | 2        | 1+          | ?          | 0                    | 0                    | ?                    | ?                    | 28       | 2      | 1+          | ?          |
| D. Fratini   | 6        | 0        | ?           | ?          | 6                    | 1                    | ?                    | ?                    | 12       | 1      | ?           | ?          |
| E. Grassi    | 0        | 0        | ?           | ?          | 3                    | 0                    | ?                    | ?                    | 3        | 0      | ?           | ?          |
| A. Iaccarino | 32       | 0        | 1+          | ?          | 2                    | 0                    | ?                    | ?                    | 34       | 0      | 1+          | ?          |
| L. Iodice    | 33       | 1        | ?           | 1+         | 6                    | 0                    | ?                    | ?                    | 39       | 1      | ?           | 1+         |
| C. Ippolito  | 18       | 3        | ?           | ?          | 6                    | 3                    | ?                    | ?                    | 24       | 6      | ?           | ?          |
| V. La Manna  | 26       | 0        | ?           | ?          | 6                    | 0                    | ?                    | ?                    | 32       | 0      | ?           | ?          |
| S. Mistone   | 8        | 0        | ?           | ?          | 3                    | 0                    | ?                    | ?                    | 11       | 0      | ?           | ?          |
| L. Mordocco  | 25       | 3        | 1+          | ?          | 0                    | 0                    | ?                    | ?                    | 25       | 3      | 1+          | ?          |
| F. Palo      | 9        | 0        | ?           | ?          | 0                    | 0                    | ?                    | ?                    | 9        | 0      | ?           | ?          |
| F. Parisi    | 24       | 4        | ?           | ?          | 2                    | 1                    | ?                    | ?                    | 26       | 5      | ?           | ?          |
| C. Raimondo  | 33       | 1        | ?           | ?          | 5                    | 0                    | 1+                   | ?                    | 38       | 1      | 1+          | ?          |
| M. Ruffelli  | 34       | 0        | 2+          | 1+         | 6                    | 0                    | 1+                   | ?                    | 40       | 0      | 3+          | 1+         |
| A. Russo     | 17       | 0        | ?           | ?          | 6                    | 0                    | ?                    | ?                    | 23       | 0      | ?           | ?          |
| P. Savini    | 15       | 1        | 1+          | 1+         | 2                    | 0                    | ?                    | ?                    | 17       | 1      | 1+          | 1+         |
| V. Strino    | 34       | -28      | ?           | ?          | 6                    | -8                   | ?                    | ?                    | 40       | -36    | ?           | ?          |
| D. Tani      | 29       | 3        | ?           | 1+         | 5                    | 0                    | ?                    | ?                    | 34       | 3      | ?           | 1+         |
| C. Ventura   | 1        | 0        | ?           | ?          | 6                    | 1                    | ?                    | ?                    | 7        | 1      | ?           | ?          |
| A. Vergari   | 7        | 0        | 1+          | ?          | 0                    | 0                    | ?                    | ?                    | 7        | 0      | 1+          | ?          |